# TAAG 앙골라 항공의 운항 노선
TAAG 앙골라 항공은 2018년 2월 기준으로 다음과 같은 노선들을 운항하고 있다.
베이징으로 가는 TAAG 서비스는 2008년 12월에 시작되었다. 2018년 2월 TAAG 앙골라 항공의 네트워크에는 28개의 직항 목적지가 포함되었으며, 그 중 13개는 국내 목적지였다. 이 시기의 5대 국내 노선은 루안다-카빈다, 루안다-루방고, 루안다-온지바, 루안다-후암, 루안다-루에나였다. 2014년 10월, TAAG 앙골라 항공은 31개의 직항 목적지에 서비스를 제공했다. 현재, 항공사의 좌석 용량 기준으로 가장 큰 세 시장은 서유럽, 남아프리카 및 남미였다. 항공사의 국제 용량의 약 3분의 1은 아프리카에 있었지만, TAAG의 5개 국제 시장 중 2개만이 이 대륙(나미비아와 남아프리카)에 있었다. 포르투갈과 브라질은 이용 가능한 좌석을 기준으로 회사의 최고 시장이었고, 남아프리카 공화국, 나미비아, 아랍에미리트(UAE)가 그 뒤를 이었다. UAE에 대한 서비스는 두바이행 항공편이 종료된 2015년에 중단되었다. 2016년 7월, 직항 목적지의 수는 국내 12개, 아프리카 11개, 브라질과 포르투갈 2개, 중국 1개를 포함하여 28개로 줄었다. 이때까지, TAAG의 두 가지 주요 장거리 시장은 포르투갈과 브라질로, 각각 항공사 운영의 약 36%와 19%를 차지했다.

## 운항 노선

### 아프리카

#### 서아프리카
- 상투메 프린시페
  - 상투메 - 상투메 국제공항
- 나이지리아
  - 라고스 - 무르탈라 모하메드 국제공항
- 콩고 민주 공화국
  - 킨샤사 - 은질리 국제공항

#### 남아프리카
- 나미비아
  - 빈트후크 - 빈트후크 호세아 쿠타코 국제공항
- 남아프리카 공화국
  - 케이프타운 - 케이프타운 국제공항
  - 요하네스버그 - OR 탐보 국제공항
  - 더반 - 킹 샤카 국제공항
- 앙골라
  - 루안다 - 루안다 콰트루 드 페베레이루 공항 허브
  - 나미베 - 나미베 공항
  - 두노도 - 두노도 공항
  - 루방구 - 루방구 공항
  - 루에나 - 루에나 공항
  - 말란즈 - 말란즈 공항
  - 메농그 - 메농그 공항
  - 사우리무 - 사우리무 공항
  - 소요 - 소요 공항
  - 온지바 - 온지바 페레이라 공항
  - 우암부 - 알바노 마차도 공항
  - 음반자콩구 - 음반자콩구 공항
  - 카빈다 - 카빈다 공항
  - 카툼비아 - 카툼비아 공항
- 잠비아
  - 루사카 - 루사카 국제공항
- 짐바브웨
  - 하라레 - 하라레 국제공항
- 모잠비크
  - 마푸토 - 마푸투 국제공항

#### 북아프리카
- 카보베르데
  - 살 - 살 국제공항

### 유럽

#### 남유럽
- 포르투갈
  - 리스본 - 리스본 포르텔라 국제공항
  - 포르투 - 프란시스쿠 드 사 카르네이루 공항
- 스페인
  - 마드리드 - 바라하스 국제공항

### 아메리카

#### 남아메리카
- 브라질
  - 상파울루 - 상파울루 구아룰류스 국제공항

#### 카리브해
- 쿠바
  - 아바나 - 호세 마르티 국제공항

## 단항 노선

### 아시아

#### 동아시아
- 중화인민공화국
  - 베이징 - 베이징 서우두 국제공항

#### 서남아시아
- 아랍에미리트
  - 두바이 - 두바이 국제공항

### 아프리카

#### 서아프리카
- 기니비사우
  - 비사우 - 오스발도 비에이라 국제공항
- 콩고 공화국
  - 브라자빌 - 마야마야 국제공항
  - 푸앵트누아르 - 푸앵트누아르 공항
- 중앙아프리카 공화국
  - 방기 - 방기 음포코 국제공항
- 카메룬
  - 두알라 - 두알라 국제공항

#### 남아프리카
- 앙골라
  - 네가즈 - 네가즈 공항
  - 둔도 - 둔도 공항
  - 벵겔라 - 벵겔라 공항
  - 음반자 콩구 - 음반자 콩구 공항

#### 북아프리카
- 카보베르데
  - 프라이아 - 프라이아 국제공항

### 유럽

#### 서유럽
- 프랑스
  - 파리 - 파리 샤를 드 골 국제공항
- 독일
  - 베를린 - 베를린 쇠네펠트 국제공항

#### 남유럽
- 이탈리아
  - 로마 - 레오나르도 다 빈치 국제공항

#### 동유럽
- 러시아
  - 모스크바 - 셰레메티예보 국제공항

### 아메리카

#### 남아메리카
- 브라질
  - 리우데자네이루 - 리우데자네이루 갈레앙 국제공항